# Megophrys oropedion
Megophrys oropedion es una especie de anfibio anuro de la familia Megophryidae.

## Distribución geográfica
Esta especie es endémica de Meghalaya en la India.

## Descripción
Los machos miden de 32.8 a 39.2 mm y las hembras de 44.1 a 48.7 mm.

## Publicación original
- Mahony, Teeling & Biju, 2013 : Three new species of horned frogs, Megophrys (Amphibia: Megophryidae), from northeast India, with a resolution to the identity of Megophrys boettgeri populations reported from the region. Zootaxa, n.º 3722(2), p. 143–169.[3]